# Xujialou
Xujialou (kinesiska: 徐家楼街道, 徐家楼) är en socken i Kina. Den ligger i provinsen Shandong, i den östra delen av landet, omkring 55 kilometer söder om provinshuvudstaden Jinan. Antalet invånare är 41448. Befolkningen består av 20 500 kvinnor och 20 948 män. Barn under 15 år utgör 18,0 %, vuxna 15-64 år 75 %, och äldre över 65 år 6,0 %.
Genomsnittlig årsnederbörd är 845 millimeter. Den regnigaste månaden är juli, med i genomsnitt 304 mm nederbörd, och den torraste är januari, med 8 mm nederbörd.